# Richard Weize
Richard Weize (* 4. August 1945 in Bad Gandersheim, Deutschland) ist Gründer des Musiklabels Bear Family Records und Autor.

## Ausbildung
Weize wuchs in Bad Gandersheim auf. Hier betreibt seine Familie seit 1845 eine Buchbinderei sowie eine Buch- und Schreibwarenhandlung. Seine Begeisterung für Pop-Musik entwickelte sich mit dem Auftauchen der ersten angloamerikanischen Singles auf dem bundesdeutschen Markt. Der AFN, Elvis und die Stars im Hamburger Star Club taten ein Übriges. Bereits 1960 wurde Weize zum Pionier, er importierte kaum erhältliche Country- und Rock-’n’-Roll-Alben aus den USA und verkaufte sie – mit einem kleinen Aufschlag – an Freunde und Bekannte. Es war nicht nur der Beginn seiner eigenen Plattensammlung, damit legte er auch den Grundstein für sein Label Bear Family Records.
Nach dem Schulabschluss 1960 begann er erst einmal eine Ausbildung in einer Eisengießerei, zwei Jahre später sattelte er zum Dekorateur um und endete dann Mitte 1965 im Job eines Weinverkäufers. Die Weinfirma schickte ihn 1966 nach England, wo er die kommenden fünf Jahre lebte. Die Musik war in den Hintergrund getreten, erst das Wembley-Country-Music-Festival 1968 ließ seine Sammelleidenschaft aufleben. Zurück in Deutschland versuchte sich Weize aber erst einmal als Vertreter für Drucksachen. Eine Notlösung, denn er war auf der Suche nach einer richtigen Aufgabe.
1971 hatte er bereits – zusammen mit einem Partner – das Label Folk Variety gegründet, das er aber nebenbei betrieb. Als sich sein Kompagnon nach einigen Jahren politisch in Bremen zu engagieren begann, war aber auch damit Schluss. Seine Vertretertätigkeit gab Weize Ende 1974 auf, gründete 1975 Bear Family Records und wollte sich nun ganz dieser Aufgabe widmen. Hauptgeschäftsgebiet war der Verkauf importierter Platten.

## Bear Family Records
1972 erscheinen die ersten Eigenproduktionen von Bill Clifton und Carl T. Sprague auf Folk Variety Records, später dann auf Bear Family Records. Weize hatte die beiden Musiker zu Neuaufnahmen überreden können. Die ersten „Kataloge“ des Labels wurden von Weize noch auf der Schreibmaschine getippt, doch schon bald musste er Mitarbeiter einstellen, die ihm bei der Arbeit halfen. Bear Family war nicht mehr nur eine reine Mailorder-Firma, durch Weizes Arbeit hatte sich das Unternehmen zum weltweiten Label für Wiederveröffentlichungen gewandelt. Im Laufe der Jahre hatte Richard Weize Weggefährten gefunden – andere Produzenten, Autoren, Musiker, Musik-Liebhaber – die ihn z. T. bis heute begleiten (z. B. Jürgen Brückner (†), John Cowley, Hank Davis, Colin Escott, Bill Geerhart, Martin Hawkins, Hugo Keesing, Michael Kleff, Volker Kühn (†), Rainer E. Lotz, Bernd Matheja, Ted Olson, Tony Russell, Dr. Jürgen Schebera, um nur einige zu nennen). So öffneten letztlich auch die „großen Labels“ für Bear Family ihre Archive.

## Weitere Aktivitäten
Neben diesen Aktivitäten ist Richard Weize im Vorstand vom Klaus-Kuhnke-Archiv. 2002 gründete er außerdem das kleine Label „… and more bears“. Dieses war dazu gedacht, sich auch im Download-Bereich zu etablieren. Im Laufe der Jahre hatte Weize Rechte an Titeln erworben, die er auf verschiedenen Plattformen ihrer Bedeutung entsprechend präsentieren wollte und will. Das Gleiche gilt für das „Richard Weize Archives Label (RWA)“, das erst 2016 gegründet wurde. Einige CDs und LPs aus dem Fundus seines Archivs sind mittlerweile dort erschienen. Seine Branchenkenntnisse brachte er auch in Buchveröffentlichungen ein: als Herausgeber der „1000 Nadelstiche (Amerikaner & Briten singing deutsch 1955-1975)“, „Creole Music of the French West Indies - a discography 1900 - 1959“ und Co-Autor des „LONDON-Label-Lexikons“ und Mitarbeiter von „Die TELDEC-Story“. Für Bear Family Records stellt er noch sporadisch Projekte zusammen.

## Familie
Richard Weize hat fünf Kinder aus seinen ersten zwei Ehen mit Helga und Petra Weize: Ricky (* 1964), Rene (* 1965), Tobias (* 1972), Sarah (* 1974) und Philipp (* 1979). Seit 1994 lebt Weize mit seiner dritten Frau Birgit in Vollersode in der Nähe von Bremen.

## Auszeichnungen
Der Enthusiasmus und die Leidenschaft von Richard Weize wurde sowohl national als auch international mit einer Vielzahl herausragender Auszeichnungen gewürdigt. Weize und Bear Family Records wurden 1986 mit zwei „Goldmine Magazine Awards“ als „bestes Compilation-Label“ und „beste 60er-Jahre-Künstler-Compilation“ für Veröffentlichungen von Waylon Jennings geehrt, gefolgt vom „W.C. Handy Award“ 1990 in der Kategorie „Vintage or Reissue Album of the Year (Foreign)“ für „Howlin' Wolf: Memphis Days“.
Neun Mal wurde Weize mit dem „Preis der deutschen Schallplattenkritik“ ausgezeichnet für die Boxen 'Jazz Festival 1954/55' (1991), 'Songs For Political Action' (1996), Friedrich Hollaender (1997), die CD-Reihe 'Blowing The Fuse' (2005), 'Burg Waldeck' (2008), 'Jazz in Deutschland' (2009), Sol Sajn (2010), 'Plug It In! Turn It Up! Electric Blues'-CD-Serie (2012), und 2003 eine besondere Auszeichnung für sein Lebenswerk (Lifetime Achievement Award).
Siebzehn „ARSC Awards“ für „Excellence in Historical Recorded Sound Research“ gingen an Weize und Bear Family für die Boxen von Carl Perkins (1991), Johnny Horton (1992), Louis Jordan und Johnnie & Jack (beide 1993), Friedrich Hollaender und „Songs For Political Action“ (beide 1997), Cliff Bruner (1998), Lotte Lenya (1999), Roy Orbison und „Beyond Recall“ (beide 2002), Red Foley und „West Indian Rhythm“ (beide 2007), Charlie Monroe (2008), Merle Haggard (2009), „Black Europe“ und „The Johnson City Sessions“ (beide 2014) sowie die Sonderauszeichnung „ARSC Distinguished Service Award“ für Richard Weize im Jahr 2012.
Außerdem erhielt er 1992 den „Special Award for Services to Country Music“ des „Country Music People Magazine“. Eine weitere besondere Ehre kam 1994 von der „Library of Congress“, die Richard Weize als „Honorary Thumb Picker“ des „Home Of The Legends“ ehrte. Weize erhielt 1994 auch den „Pioneer Award“ der „German American Country Music Federation“ und 1997 den „Kurt Weill Preis“ für das Friedrich Hollaender Box-Set als „Distinguished Scholarship about 20th Century Music Theater - best research“. Der „Audio Live Award“ wurde vom „Audio Live Magazine“ 1998 verliehen.
Richard Weize erhielt drei Auszeichnungen von der „IBMA International Bluegrass Association“ in den Jahren 2004, 2010 und 2015, und die „Country Music Association (CMA)“ ehrte ihn und Bear Family 2005 anlässlich ihres „30th Anniversary for their contribution of Country Music“. Im Jahr 2006 ehrte das „Mike Curb College of Entertainment and Music Business“ an der Belmont University Richard Weize mit einem „Lifetime Achievement Award“ für sein Lebenswerk. Die „AWA-Academy of Western Artists“ ehrte Weize und Bear Family 2009 mit dem „Independent Record Label Award“, und 2010 folgte der italienische „Porretta Soul Festival Award“.
Die „Blues Foundation“ ehrte Weize und Bear Family mit fünf Preisen in der Kategorie „Bestes historisches Album“ für das Freddie King Box-Set (2012), die CD-Reihe „Electric Blues“ und die Box „The Sun Blues“ (beide 2013), „All-Acoustic Blues“ (2015) und „Slim Harpo“ (2016). Der „Living Blues Award“ 2013 wurde ebenfalls für die „Electric Blues“-Reihe vergeben.
Richard Weize wurde auch mit dem „Jack Spadaro Documentary Award“ geehrt, der 2015 von der „Appalachian Studies Association“ für das Projekt „Johnson City Sessions“ vergeben wurde. Im selben Jahr folgte der „European Bluegrass Pioneer Award“ von der „EBMA - European Bluegrass Music Association“.
In einem ganz besonderen deutschen TV-Auftritt im Jahr 2009 würdigte die deutsche Musikindustrie seine Leistungen, indem sie Richard Weize und Bear Family einen „Echo“-Preis für „herausragende Beiträge zur Musik“ verlieh.
Für sein Lebenswerk wurde Richard Weize am 2. Februar 2021 das Bundesverdienstkreuz am Bande verliehen. Sein Leben stand und steht im Dienste der Bewahrung und des Zugänglichmachens von musikalischem Kulturgut. Götz Alsmann drückte es in seiner schriftlichen Laudatio wie folgt aus: „Das Lebenswerk von Richard Weize ist eine einzige große Rettung kultureller Schätze, schlichtweg das Bewahren von musikalischem Weltkulturerbe.“ Weizes Lebenswerk sei, so Alsmann, durchaus vergleichbar mit den musikhistorischen Arbeiten von Ludwig von Köchel oder Otto Erich Deutsch, deren Köchel- und Deutsch-Verzeichnisse Entscheidendes zur Katalogisierung und Bewahrung der Musik Mozarts und Schuberts beigetragen haben.